# Paccius scharffi
Paccius scharffi là một loài nhện trong họ Trachelidae.
Loài này thuộc chi Paccius. Paccius scharffi được Norman I. Platnick miêu tả năm 2000.